# Haus Lara

Wappen des Hauses Lara

Das Haus Lara war zwischen dem Ende des 11. und der Mitte des 14. Jahrhunderts eine der fünf wichtigsten Familien des mittelalterlichen Königreichs Kastilien mit enormem Einfluss sowohl hier als auch im Königreich León. Zahlreiche Besitzungen in Kastilien, León, Andalusien und Galicien ermöglichten es ihr, auf die Politik des Landes gleichermaßen stabilisierend wie destabilisierend zu wirken. Als Granden von Spanien ab 1520 hielten sie die Titel eines Herzogs von Nájera und eines Markgrafen von Aguilar de Campoo. Die Stammlande (Tierra de Lara) liegen im südöstlichen Bereich der heutigen Provinz Burgos; außerdem gibt es dort eine Verwaltungseinheit (comarca) mit Namen Alfoz de Lara, die aber nur einen Teil des ehemaligen Herrschaftsgebietes umfasst.

## Herkunft
Der Chronist Luis de Salazar y Castro (1658–1734) sieht das Haus Lara als Nachfahren der Grafen von Kastilien. Diese Verbindung ist jedoch nicht nachgewiesen (Piferrer, s. u.), kann aber in weiblicher Linie möglich sein. Historiker und Genealogen stimmen darin überein, dass der Stammvater der Familie Gonzalo Núñez (* um 1052; † nach 1105) ist, erster bezeugter Besitzer des „Alfoz de Lara“ – ein temporärer Besitz und kein persönliches Eigentum, da sie nicht als Señores de Lara auftreten. Die aktive Teilnahme der Besitzer Laras an der Reconquista brachte ihnen eine enge Verbindung mit dem Königshaus ein sowie – ausgehend von einem eng umgrenzten Gebiet südöstlich von Burgos – ihren umfangreichen Grundbesitz in Kastilien, Galicien, León und Andalusien.

## Geschichte
Im 12. Jahrhundert unterhielt Pedro González de Lara enge Beziehungen zur Königin Urraca von León-Kastilien († 1126) und stand dann in Opposition zu Alfons VII. (1130). Rodrigo González de Lara, sein Bruder, wiederum entfremdete sich durch die Ausplünderung der andalusischen Grafschaften ebenfalls dem Monarchen, obwohl er später dessen Rückhalt im Kampf gegen die Almoraviden war. Manrique Pérez de Lara, Álvar Pérez und Nuño Pérez de Lara hatten während der Minderjährigkeit Alfons’ VIII. († 1214) großen Einfluss in der Regentschaft. Álvar Núñez de Lara war Regent Heinrichs I. († 1217), Nuño González de Lara diente Ferdinand III. († 1252) und Alfons X. († 1284), führte aber auch im Jahr 1270 eine Adelsopposition gegen den König an. Juan Núñez de Lara el Mayor, Souveräner Herr von Albarracín, widersetzte sich der Krönung Sanchos IV. und floh nach Frankreich. Juan Núñez de Lara war das Oberhaupt mehrerer Aufstände gegen Alfons XI. († 1350).
Schließlich wurde die Familie, die Heinrich II. († 1379) unterstützt hatte, von Peter I. († 1369) enteignet, erhielt aber ihre Besitztümer mit der Thronbesteigung Heinrichs zurück. Das Haus Lara stand auch hinter Isabella I. bei ihrer Auseinandersetzung mit Johanna von Kastilien (Juana la Beltraneja).
Der einzige Zweig dieser umfangreichen Familie, der zu hohen Titeln gelangte, war der der Nachkommen Manrique de Laras, die als Granden von Spanien die kastilischen Titel eines Duque de Nájera, Marqués de Aguilar de Campoo, Conde de Paredes de Nava, Conde de Osorno führten und zu denen auch die Schriftsteller Gómez Manrique und Jorge Manrique gehören, zahlreiche Kirchenfürsten und eine Reihe von Rittern des Ordens vom Goldenen Vlies. Der Conde de Paredes de Nava diente als Meister des Jakobsordens.
Im Jahr 1520 machte Kaiser Karl V. das Haus Lara bzw. dessen herausragendste Vertreter zu Granden von Spanien: den Herzog von Nájera und den Marqués de Aguilar del Campoo.

## Stammliste
1. Nuño/Munio
  1. Don Gonzalo Núñez de Lara, † nach 1105; ⚭ Doña Goto
    1. Doña Teresa González;
    2. Don Pedro González de Lara, X 1130 Bayonne, Alférez von Kastilien 1089–1091 und 1107–1109; ⚭ Doña Eva, Witwe von Conde Don García Ordóñez, † nach 1147, vielleicht Tochter von Aimery II. (Almanricus) Vizegraf von Rochechouart (Haus Rochechouart), Sohn von Eva von Angoulême (Haus Taillefer); Don Pedro González war der Liebhaber der Königin Doña Urraca Königin von Kastilien und León, Tochter von König Alfons VI. (Haus Jiménez)
      1. Don Manrique (Almanricus) Pérez de Lara, X 1164, ab 1158 Regent während der Minderjährigkeit des Königs Alfons VIII. von Kastilien; ⚭ Ermesinde de Narbonne, Tochter von Aimery II. Vizegraf von Narbonne und Ermesinde, † 1177 – Nachkommen siehe Haus Manrique de Lara
      2. Don Álvaro Pérez de Lara, † 1172
      3. Doña Mayor Pérez de Lara, † vor 1147
      4. Don Nuño Pérez de Lara, † 1177, Alférez des Königs Alfons VII. 1145–1155; ⚭ Doña Teresa Fernández de Traba, Tochter von Don Fernando de Traba Conde de Trastámara, sie wurde die Geliebte und 1179 die Ehefrau von Ferdinand II., König von León (Haus Burgund-Ivrea)
        1. Don Álvaro Núñez de Lara, † 1219, Alférez des Königs Alfons VIII. von Kastilien 1199–1201 und 1208–1217, Señor de Lara, Lerma y Pancorbo; ⚭ Doña Urraca Díaz de Haro, Tochter von Don Diego López Conde de Haro, Señor Soberano de Vizcaya
          1. Don Rodrigo Álvarez de Lara
          2. (unehelich, Mutter: Terese Gil de Osorno) Fernando; ⚭ Teresa Rodríguez de Villalobos
          3. (unehelich, Mutter: Terese Gil de Osorno) Gonzalo
          4. (unehelich, Mutter: Terese Gil de Osorno) Rodrigo
          5. (unehelich, Mutter: Terese Gil de Osorno) Nuño

        2. Don Fernando Núñez de Lara, † im Exil in Marrakesch 1217, Alférez von Alfons VIII., König von Kastilien, 1187–1188 und 1201–1205, Señor de Castrogeriz; ⚭ Doña Mayor González, Tochter von Conde Don Gonzalo Rodríguez de Bureba
          1. Don Álvaro Núñez de Lara, † 1239, Señor de Lara; ⚭ Doña María Alfonso de León, † nach 1252, uneheliche Tochter von Don Alfons IX., König von León, und Doña Teresa Gil de Soverosa, und Geliebte ihres Neffen Alfons X. von Kastilien
            1. Sohn (Don Rodrigo Álvarez de Lara) Señor de Alcalá; ⚭ Doña Sancha Díaz
              1. Doña Sancha Rodríguez de Lara; ⚭ Don Pedro Álvarez de Asturias Señor de Noreña,

            2. Doña Teresa Álvarez de Lara; ⚭ Don Diego López de Haro, unehelicher Sohn von Don Lope Díaz de Haro Señor Soberano de Vizcaya

          2. Don Fernando Fernández
          3. Doña Sancha Fernández; ⚭ Infante Dom Fernando de Portugal, Sohn von Alfons II., König von Portugal (Haus Burgund (Portugal))
          4. Doña Benita Fernández; ⚭ Ponce (IV.) Graf von Ampurias,
          5. Doña teresa Fernández; ⚭ Ponce (IV.) Graf von Ampurias,

        3. Don Gonzalo Núñez de Lara, † nach 1225, Alférez von Alfons IX., König von León, 1220, Señor de Belorado; ⚭ I Doña Jimena Menéndez; ⚭ II Doña María Díaz de Haro, Tochter von Don Diego López Conde de Haro, Señor Soberano de Vizcaya
          1. Don Nuño Gonzalez de Lara “el Bueno”, X 1275; ⚭ Doña Teresa Alfonso, uneheliche Tochter von Don Alfonso Infante de Castilla Señor de Molina (Haus Burgund-Ivrea)
            1. Don Juan Núñez "el Gordo" de Lara, † 1276, Señor de Lara
            2. Don Álvaro, † 1287
            3. Don Juan Núñez de Lara, † 1294; ⚭ I Doña Teresa Álvarez de Azagra Señora de Albarracín, Tochter von Don Álvaro Pérez de Azagra, Señor de Albarracín; ⚭ II Doña Teresa Díaz de Haro, Tochter von Don Diego López de Haro Señor Soberano de Vizcaya, Señor de Haro
              1. (I) Doña Terresa Núñez de Lara, † 1314; ⚭ Don Alfonso de Castilla Señor de Valencia de Campos y Mansilla, Sohn von Infante Don Juan de Castilla y León Señor de Valencia de Campos (Haus Burgund-Ivrea)
              2. (II) Don Juan Núñez de Lara "el Menor", † nach 1315, Señor de Lara y Albarracín; ⚭ I Doña Isabel Alfonso de Molina, Tochter von Don Alfonso Fernández Niño; ⚭ II Doña María Díaz de Haro, Tochter von Juan Infante de Castilla Señor de Valencia (Haus Burgund-Ivrea) und Doña María Díaz de Haro Señora Soberana de Vizcaya, † vor 1299; ⚭ III Doña María Díaz de Haro, Señora de Tordehumos, Tochter von Don Diego López de Haro, Señor Soberano de Vizcaya, Señor de Haro
              3. (II) Don Nuño González de Lara, † 1296; ⚭ Dona Costança de Portugal, Tochter von Infante Dom Afonso de Portugal Senhor de Portalegre (Haus Burgund (Portugal))
              4. (II) Doña Juana Núñez de Lara "la Palomilla", * 1286, † 12. Juni 1351, Señora de Lerma, Villafranca, Dueñas, Fuente-Empudia, Torrelobatón and Herrera; 1315 Señora de Lara and Vizcaya; 1291 verlobt mit Infante Don Alfonso de Castilla y León, Sohn von Don Don Sancho IV. "el Bravo", König von Kastilien und Laón, † 1291 (Haus Burgund-Ivrea); ⚭ I Infante Don Enrique de Castilla y León, "el Senador", Sohn von Don Fernando III. "el Santo" König von Kastilien (Haus Burgund-Ivrea); ⚭ II Infante Don Fernando de la Cerda de Castilla, Sohn von Infante Don Fernando "él de la Cerda" de Castilla y León (Haus Burgund-Ivrea) – Die Nachkommen aus ihrer zweiten Ehe nahmen den Familiennamen Lara an

            4. Teresa Núñez; ⚭ Gil Gómez de Aza Señor de Roa
            5. María Núñez; ⚭ Diego Gómez de Roa

          2. Doña Leonor González; ⚭ Rodrigo Guerau de Castro, Señor de Cigales,
          3. Doña Teresa González, † 1246; ⚭ Infante Don Alfonso de León Señor de Molina, Sohn von Don Alfonso IX., König von León, † 1272 (Haus Burgund-Ivrea)

        4. Doña Leonor Núñez de Lara
        5. Doña Sancha Núñez de Lara, † 1210; ⚭ Infante Don Sancho de Aragón, Graf von Roussillon und Cerdagne, Sohn von Ramón Berenguer IV. Graf von Barcelona (Haus Barcelona)
        6. Doña Teresa Núñez de Lara
        7. Doña María Núñez de Lara, † nach 1197, Äbtissin von Perales

      5. Don Rodrigo Pérez de Lara, † vor 1147
      6. Doña María Pérez de Lara
      7. Doña Milia Pérez de Lara, † vor 1186; ⚭ Don Gómez González de Manzanedo, † 1182
      8. (unehelich) Doña Elvira Pérez de Lara, † nach 1174; ⚭ I Don García Pérez de Traba Señor de Trastámara; ⚭ II Conde Don Beltrán de Riseñoral Señor de Carrión,
      9. (unehelich) Don Fernando Pérez de Lara "Furtado", † nach 1156; ⚭ Doña Guyomar Alonso
        1. Don Pedro Fernández Furtado, † 1184
        2. Doña Leonor Fernández de Lara, Señora de Mendivil, Martioda, Escarrona y Cueto; ⚭ Don Diego López de Mendoza Señor de la casa de Mendoza

    3. Don Rodrigo González de Lara, † nach 1143; ⚭ I 1120/22 Infanta Doña Sancha de Castilla, Tochter von Don Alfons VI., König von Kastilien und León, † nach 1125 (Haus Jiménez); ⚭ II 1135 Doña Estefania de Urgel, Tochter von Armengol (V.) Graf von Urgell
      1. Don Pedro Rodriguez, † 1180; ⚭ Doña Mencia López, Tochter von Don Lope Díaz Conde de Haro, Señor Soberano de Vizcaya
      2. Doña Elvira Rodríguez de Lara, † 1159; ⚭ Armengol (VI.) el Castellano, Graf von Urgell, † 1154
      3. Tochter

    4. Doña Muñina
    5. Doña Visclavara
    6. Doña María González, † nach 1109; ⚭ Íñigo Jiménez Señor de los Cameros